# Je t'aime Suzuki !!
Je t'aime Suzuki !! (好きです鈴木くん!!, Suki desu Suzuki-kun !!) est un shōjo manga de Gō Ikeyamada, prépublié dans le magazine Shōjo Comic entre 2008 et 2012 et publié par l'éditeur Shōgakukan en 18 volumes reliés sortis entre décembre 2008 et septembre 2012. La version française est éditée par Kurokawa depuis juin 2013.

## Synopsis
Chihiro Itō et Hikaru Suzuki sont amis depuis l'enfance. Le second, plein d'énergie malgré sa petite taille, est prêt à tout pour protéger son amie, secrètement amoureuse de lui. Cependant, deux nouveaux arrivants dans leur collège viennent perturber leur amitié : Sayaka Hoshino, une jeune fille timide et effacée mais passionnée de théâtre, dont Hikaru tombe vite amoureux de manière réciproque, et Shinobu Suzuki, un jeune homme issu d'une famille riche qui a le coup de foudre pour Chihiro.

## Personnages

### Personnages principaux
Sayaka Hoshino (星野 爽歌, Hoshino Sayaka)
Sayaka Hoshino est une lycéenne de tempérament timide. Cependant lorsqu'elle joue, elle s'immerge dans le personnage et prend de l'assurance. Elle est amoureuse de Hikaru Suzuki depuis ses 13 ans. Elle sera amnésique à la suite de l'accident de voiture qui provoqua la mort de ses parents, et deviendra une célèbre actrice. Mais elle retrouvera la mémoire et, après de grandes péripéties, sera de nouveau avec Hikaru. 
Hikaru Suzuki (鈴木 輝, Suzuki Hikaru)
Hikaru Suzuki veut devenir basketteur pro,on découvre qu'en réalité c'est le rêve de Chihiro Ito qui à cause d'un accident ne peut plus jouer.
Hikaru est de petite taille au début mais au fil des tomes ils a grandi pour finalement dépasser les deux filles. Il est fou amoureux de Sayaka depuis ses 13 ans et, lorsque celle-ci deviendra amnésique, il n'aura de cesse de la chercher et de l'aimer. 
Shinobu Suzuki (鈴木 忍, Suzuki Shinobu)
Shinobu Suzuki est un enfant de riche donc dès le début,il est montré comme un enfant pourri gâté. Lui et l'autre Suzuki se détestent, du moins c'est ce qu'ils prétendent. Cependant on lui découvre un grand cœur. Il est très amoureux de Chihiro au collège, malgré les sentiments de cette dernière pour Hikaru, mais sera blessé lorsque, après lui avoir promis d'aller dans son lycée et de sortir avec lui, elle changera d'avis pour soutenir Hikaru après la disparition de Sayaka. Il se promettra de l'oublier mais la reverra et elle hantera ses pensées. 
Chihiro Itō (伊藤 ちひろ, Itō Chihiro)
Chihiro Ito est l'amie d'enfance de Hikaru Suzuki. Elle est d'ailleurs amoureuse de celui,mais malheureusement, ce n'est pas réciproque. Elle encourage Sayaka, sa meilleure amie, et Hikaru dans leur relation amoureuse. Au début du lycée elle va se déclarer à Hikaru pour le soutenir mais en voyant qu'il aime toujours Sayaka, elle va renoncer. Si, au collège, elle ne considère Shinobu que comme un ami, après l'avoir fait souffrir lors de la disparition de Sayaka elle va se rendre compte qu'elle l'aime. Elle est également manageuse de basket.
Haruka Aoi : Le petit frère d'Erika Aoi qui, au contraire de celle-ci, semble plus calme et réservé. On le prend souvent pour une fille, les filles lui demandent des autographes et les garçons lui font des déclarations. Il rencontre Chihiro au lycée et tombe amoureux d'elle.
Erika Aoi : Une actrice prodige au premier abord désagréable et gâtée, ayant seulement un an de plus que les héros mais étant déjà célèbre, elle rencontre Sayaka au collège et la remarque tout de suite grâce à ses talents d'actrice. Elle développera une certaine admiration pour Sayaka, ce qui sera réciproque. À la fin, elles seront en compétition, tout en étant amies.
Choko Nagata : Une ex-voyou reconvertie, d'un an de moins que Haruka. Si au départ, elle a l'air dangereuse, elle se révèle renfermée mais affectueuse. Haruka et elle vont se rapprocher au cours de la dernière partie du manga.
Chisa Honda : Une jeune gamine rêvant de devenir chanteuse, fan de Sayaka. Elle l'aime beaucoup et est d'un tempérament assez naïf et tête en l'air. Très directe, elle va vouloir se rapprocher de Choko.
Leo Mimura : L'ami d'enfance de Chisa, très calme. C'est lui qui surveille Chisa car elle agit parfois sans réfléchir. Il est en fait amoureux d'elle depuis longtemps au point d'être jaloux de Sayaka.
Takumi Shirota : Quand Sayaka devient amnésique, il sera son petit ami mais également le fils du producteur de Sayaka. Au départ, il fait clairement comprendre à Hikaru qu'il n'a plus aucune chance avec elle, mais se rend vite compte que la détermination de Hikaru et le lien solide qui les lie est trop fort. Il va alors la lui laisser.

### Personnages secondaires
Erika Aoi (葵 エリカ, Aoi Erika)
Haruka Aoi (葵 ハルカ, Aoi Haruka)
Takumi Shirota (城田 巧, Shirota Takumi)

## Influences
Grande amatrice de mecha, Gō Ikeyamada s'est inspirée du personnage de Ranka dans Macross Frontier pour créer celui de Sayaka, et de Simon dans Gurren Lagann pour celui d'Hikaru.

## Liste des volumes
| no | Japonais          | Japonais          | Français         | Français          |
| no | Date de sortie    | ISBN              | Date de sortie   | ISBN              |
| -- | ----------------- | ----------------- | ---------------- | ----------------- |
| 1  | 24 décembre 2008  | 978-4-09-132197-8 | 13 juin 2013     | 978-2-351-42783-5 |
| 2  | 26 mars 2009      | 978-4-09-132308-8 | 22 août 2013     | 978-2-351-42784-2 |
| 3  | 26 juin 2009      | 978-4-09-132425-2 | 10 octobre 2013  | 978-2-351-42785-9 |
| 4  | 26 août 2009      | 978-4-09-132598-3 | 12 décembre 2013 | 978-2-351-42786-6 |
| 5  | 26 octobre 2009   | 978-4-09-132787-1 | 13 février 2014  | 978-2-351-42787-3 |
| 6  | 24 décembre 2009  | 978-4-09-132800-7 | 10 avril 2014    | 978-2-351-42968-6 |
| 7  | 26 mars 2010      | 978-4-09-133044-4 | 12 juin 2014     | 978-2-351-42969-3 |
| 8  | 26 juillet 2010   | 978-4-09-133330-8 | 28 août 2014     | 978-2-351-42970-9 |
| 9  | 26 octobre 2010   | 978-4-09-133516-6 | 9 octobre 2014   | 978-2-351-42971-6 |
| 10 | 24 décembre 2010  | 978-4-09-133543-2 | 11 décembre 2014 | 978-2-351-42972-3 |
| 11 | 25 mars 2011      | 978-4-09-133686-6 | 12 février 2015  | 978-2-368-52108-3 |
| 12 | 26 juillet 2011   | 978-4-09-134041-2 | 15 mai 2015      | 978-2-368-52109-0 |
| 13 | 26 octobre 2011   | 978-4-09-134129-7 | 27 août 2015     | 978-2-368-52110-6 |
| 14 | 26 décembre 2011  | 978-4-09-134155-6 | 12 novembre 2015 | 978-2-368-52111-3 |
| 15 | 26 mars 2012      | 978-4-09-134290-4 | 14 janvier 2016  | 978-2-368-52218-9 |
| 16 | 26 juin 2012      | 978-4-09-134528-8 | 9 juin 2016      | 978-2-368-52258-5 |
| 17 | 26 juillet 2012   | 978-4-09-134626-1 | 10 novembre 2016 | 978-2-368-52259-2 |
| 18 | 26 septembre 2012 | 978-4-09-134638-4 | 12 janvier 2017  | 978-2-368-52441-1 |

## Réception
Au Japon, la série s'est vendue à plus de 5,5 millions d'exemplaires.
En France, pour AnimeLand, « le premier volume débute sur un ton bon enfant et se lit avec beaucoup de facilité. Cette jovialité ambiante est toutefois vouée à s'atténuer au fil des tomes, sans pour autant tomber dans la prise de tête ». En effet, selon Gō Ikeyamada, « plus les personnages gagnent en maturité, plus leurs histoires s’annoncent tristes et compliquées ».

## Adaptations

### OAV
Un premier OAV est commercialisé le 18 décembre 2009 avec le magazine Shōjo Comic. Un second est commercialisé le 26 juillet 2010 avec l'édition limitée du fanbook de la série.

### Light novel
Trois light novels sont sortis au Japon. Le premier, Suki desu Suzuki-kun!! Pure White Love (好きです鈴木くん!!―ピュア・ホワイト・ラブ―, Suki desu Suzuki-kun!! Pyua Howaito Rabu), est commercialisé le 24 décembre 2009, le deuxième, Suki desu Suzuki-kun!! With Precious Heart (好きです鈴木くん!!―ウィズ・プレシャス・ハート―, Suki desu Suzuki-kun!! Uizu Pureshasu Hāto), le 26 juillet 2010 et le troisième, Suki desu Suzuki-kun!! Curtain Call (好きです鈴木くん！！　－カーテンコール－, Suki desu Suzuki-kun!! Kāten Kōru), le 26 septembre 2012.

### Jeu vidéo
Un jeu vidéo intitulé Suki desu Suzuki-kun!! ~Yo-nin no Suzuki-kun~ (好きです鈴木くん！！～４人の鈴木くん～, Suki desu Suzuki-kun!! ~Yo-nin no Suzuki-kun~) est sorti sur Nintendo DS le 29 juillet 2010 au Japon.

### Édition japonaise
Shōgakukan
1. 1 2  (ja) « Tome 1 »
2. 1 2  (ja) « Tome 2 »
3. 1 2  (ja) « Tome 3 »
4. 1 2  (ja) « Tome 4 »
5. 1 2  (ja) « Tome 5 »
6. 1 2  (ja) « Tome 6 »
7. 1 2  (ja) « Tome 7 »
8. 1 2  (ja) « Tome 8 »
9. 1 2  (ja) « Tome 9 »
10. 1 2  (ja) « Tome 10 »
11. 1 2  (ja) « Tome 11 »
12. 1 2  (ja) « Tome 12 »
13. 1 2  (ja) « Tome 13 »
14. 1 2  (ja) « Tome 14 »
15. 1 2  (ja) « Tome 15 »
16. 1 2  (ja) « Tome 16 »
17. 1 2  (ja) « Tome 17 »
18. 1 2  (ja) « Tome 18 »

### Édition française
Kurokawa
1. 1 2  « Tome 1 »
2. 1 2  « Tome 2 »
3. 1 2  « Tome 3 »
4. 1 2  « Tome 4 »
5. 1 2  « Tome 5 »
6. 1 2  « Tome 6 »
7. 1 2  « Tome 7 »
8. 1 2  « Tome 8 »
9. 1 2  « Tome 9 »
10. 1 2  « Tome 10 »
11. 1 2  « Tome 11 »
12. 1 2  « Tome 12 »
13. 1 2  « Tome 13 »
14. 1 2  « Tome 14 »
15. 1 2  « Tome 15 »
16. 1 2  « Tome 16 »
17. 1 2  « Tome 17 »
18. 1 2  « Tome 18 »